# 皺褶龍屬
皺褶龍屬（意為「有皺紋的面孔」）是種獸腳亞目恐龍，生存於白堊紀晚期森諾曼階的非洲，接近9500萬年前。在2000年，非洲尼日發現了一個皺褶龍的頭顱骨，有助於了解該地區獸腳類恐龍的演化，並證實非洲在該時期仍為岡瓦納大陸的一部分。

## 描述

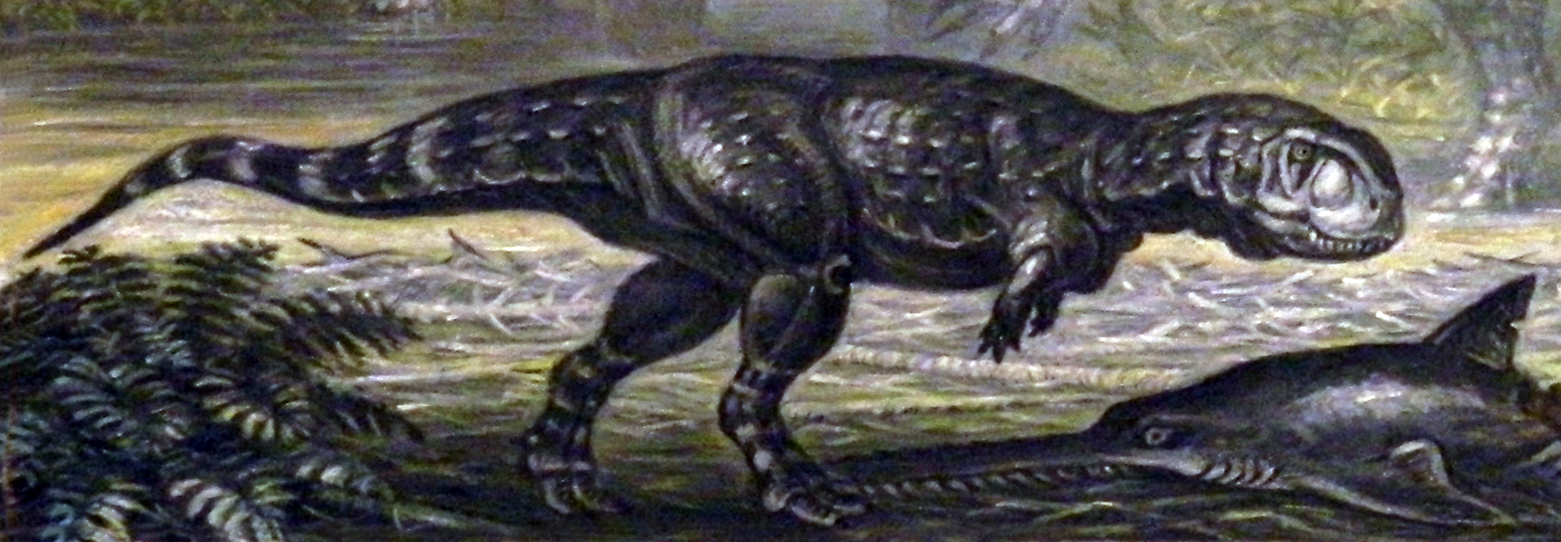
一頭皺褶龍正準備啃食帆鋸鰩（Onchopristis）的屍體

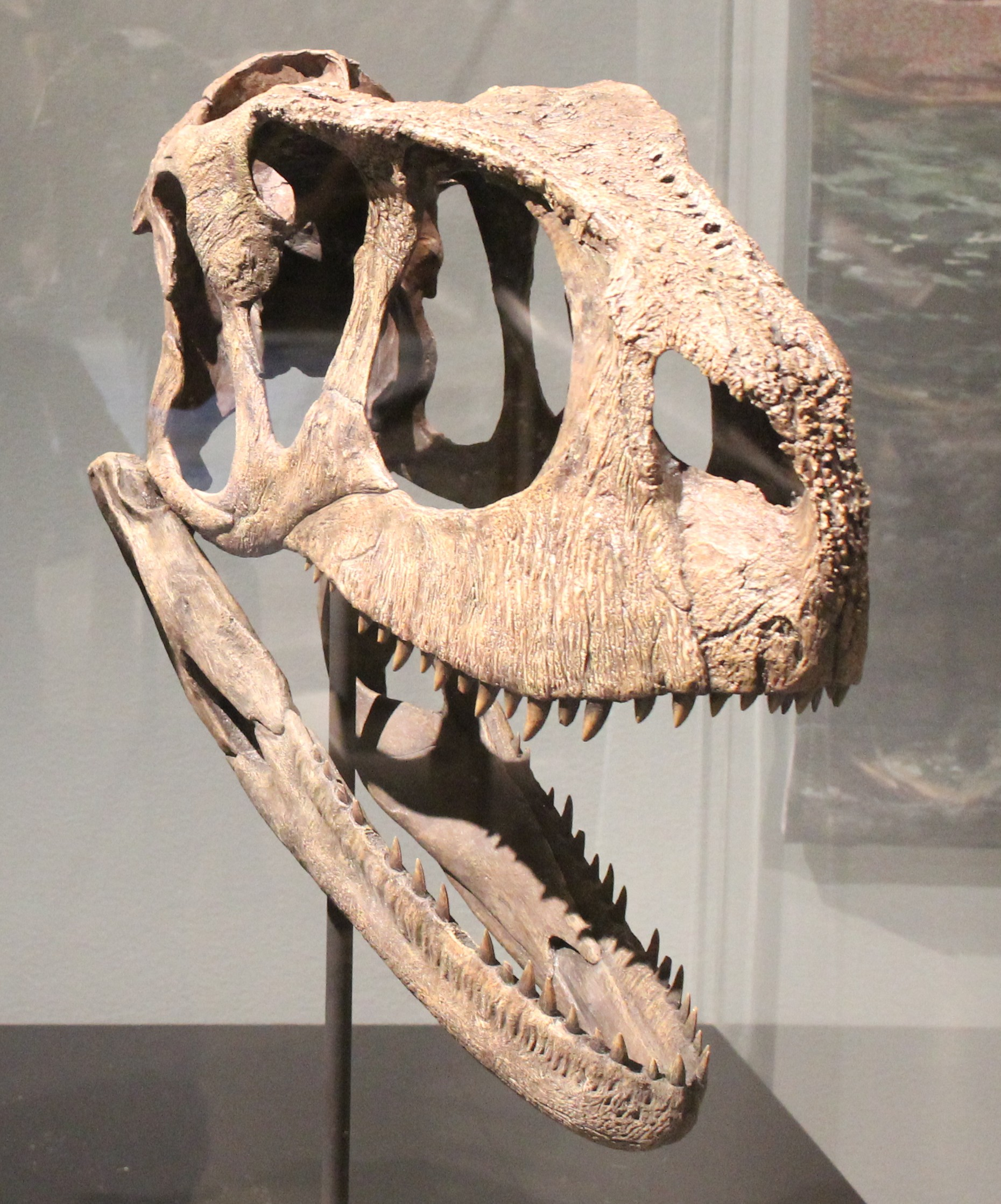
皺褶龍的頭顱骨重建模型

虽然目前只发现头骨，但根据其近期的大小比较推测出皱褶龙有6（20英尺）长。皱褶龙的头骨空为装甲或鳞片所覆盖，其他部分则分布着很多血管。率领团队发现皱褶龙的发现者保罗·塞里诺说：“这不是为了打斗或粉碎骨头而设计的头部”，并提出皱褶龙是食腐动物。皱褶龙的头骨也带有两排各七个洞孔，虽然塞里诺已经推测出可能这些洞孔有着某种冠饰或角，但其作用仍然不详。
像其它阿贝力龙科一样，皱褶龙可能有着非常短的手臂。这些短手臂可能在打斗中无用处。这些短手臂可能只是平衡头部的工具。
模式种原皱褶龙（R.primus，意为原始的有皱褶的面孔），发现于地质年代为森诺曼阶的Echkar组。皱褶龙被相信属于阿贝力龙科，为玛君龙属的近亲。

## 大眾文化
皱褶龙曾出现在BBC系列的星球恐龙（Planet Dinosaur）的第一集。在片中，皱褶龙被描述为食腐动物，吃了棘龙吃剩的鱼类。皱褶龙也出现在怪物复活（Monsters Resurrected），在片中被描述为捕捉其它恐龙为食的猎食者和棘龙的猎物。
皱褶龙在电影侏罗纪世界被列为用来创造混种食肉恐龙帝王暴龙的DNA物种。

## 外部連結
- Artist's impressions of Rugops, from Project Exploration
- Rugops in the Dino Directory